# Faro de Punta Nador
El faro de Punta Nador o de Larache es un faro situado en Punta Nador, a poco más de un kilómetro de la ciudad de Larache, Tánger-Tetuán-Alhucemas, Marruecos. Está gestionado por la autoridad portuaria y marítima del Ministère de l'équipement, du transport, de la logistique et de l'eau. Es un faro construido en 1914 en las proximidades de la ciudad de Larache, en el país africano de Marruecos. Fue proyectado y construido en el entonces Protectorado Español en Marruecos por el Ingeniero de Caminos, Canales y Puertos José Eugenio Ribera con un presupuesto de 208.290 pesetas.

## Enlaces externos

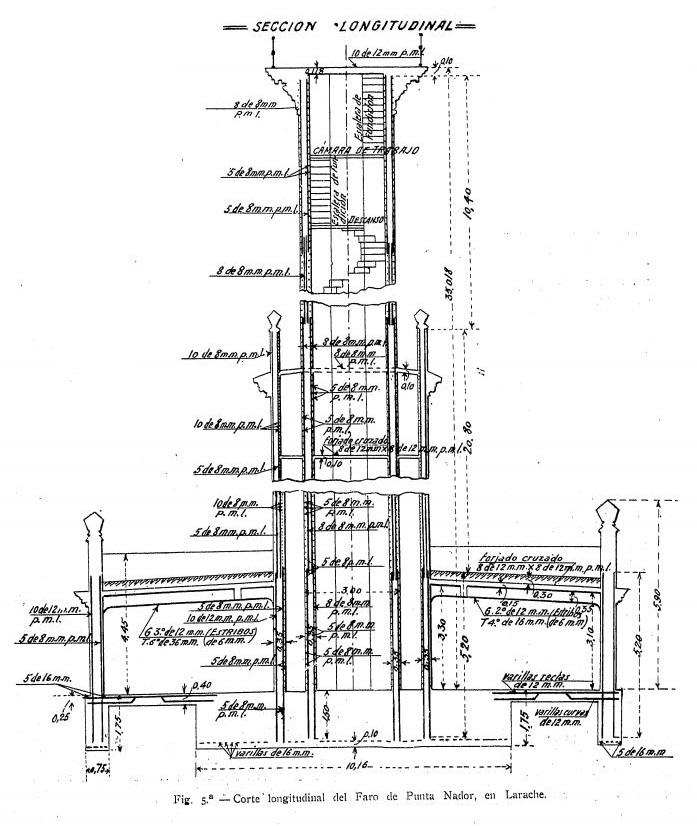
Corte longitudinal del Faro de Punta Nador, en Larache, Marruecos.

## Características
Se trata de una torre blanca octogonal fabricada en hormigón armado y con una casa ortogonal, puesto en servicio en 1929. La torre está formada por dos prismas octogonales de altura diferente, ambos empotrados en una solera de hormigón armado que sirve a la vez como cimientos de la torre y de los edificios del faro, solidarizando torres y edificios con el fin de lograr una mayor resistencia de la torre a los fuente vientos de la zona. Los edificios del faro están distribuidos simétricamente respecto a la torre y también tienen forma de prisma ortogonal.